# Батеја (нимфа)
Батеја је у грчкој митологији била нимфа.

## Митологија
Била је Најада која је дошла из Аполодора. Према неким изворима, била је нимфа града у Спарти из области Лаконије на југу Грчке и можда је била кћерка реке Еуроте. У сваком случају је била кћерка неког речног бога и обитавала у воденим стаништима близу реке свог оца. Као таква нимфа, није била бесмртна. Била је Ебалова супруга коме је родила сина Хипоконта, а према неким изворима и Тиндареја и Икарија.